# Justizamt Sontra
Das Justizamt Sontra war zunächst ein Hessen-Rotenburgisches und dann von 1834 bis 1866 ein kurhessisches Justizamt also ein Gericht erster Instanz im Kurfürstentum Hessen mit Sitz in Sontra.

## Geschichte
In Abterode bestand im HRR das Amt Sontra von Hessen-Rotenburg. Dieses war gleichzeitig Verwaltungsbehörde und Eingangsgericht.
Zwischen 1806 und 1813 war Sontra Teil des Königreichs Westphalen. Die Verwaltungsaufgaben übernahm hier der Kanton Sontra, Eingangsgericht war das Friedensgericht Sontra. Nach der Neubildung Kurhessens und Hessen-Rotenburgs wurde das alte Amt Sontra als Justizamt Sontra wieder gebildet. Es war der Justizkanzlei Rotenburg nachgeordnet.
Nach dem Aussterben der Linie Hessen-Rotenburg im Jahr 1834 wurden die dortigen Justizämter in kurhessische Justizämter überführt. das kurhessische Justizamt Sontra war dem Obergericht für die Provinz Niederhessen nachgeordnet. Am 1. Januar 1837 wurde der Gerichtssprengel des Justizamtes Sontra um zwei Gemeinden aus dem Justizamt Bischhausen erweitert. Eine Gemeinde wurde an das Justizamt Nentershausen abgegeben.
Danach umfasste der Gerichtsbezirk folgende Gemeinden: Sontra, Berneburg, Breitau, Diemerode, Heyerode, Hornel, Königswald, Krauthausen, Lindenau, Mönchhosbach, Rautenhausen, Rockensüß, Ulsen, Weißenborn und Wölfterode.
Von 1849 bis 1851 gehörte das Justizamt zum Sprengel des Obergerichtes Rotenburg an der Fulda.
Mit der Annexion Kurhessens durch Preußen 1866 wurden in der neuen Provinz Hessen-Nassau Amtsgerichte eingerichtet. Das Justizamt Sontra wurde entsprechend am 1. September 1867 in das Amtsgericht Sontra umgewandelt.